# Peperomia palmirensis
Peperomia palmirensis är en pepparväxtart som beskrevs av C. Dc.. Peperomia palmirensis ingår i släktet peperomior, och familjen pepparväxter. Inga underarter finns listade i Catalogue of Life.